# Cantón de Vouillé
El cantón de Vouillé era una división administrativa francesa, que estaba situada en el departamento de Vienne y la región de Poitou-Charentes.

## Composición
El cantón estaba formado por catorce comunas:
- Ayron
- Benassay
- Béruges
- Chalandray
- La Chapelle-Montreuil
- Chiré-en-Montreuil
- Frozes
- Latillé
- Lavausseau
- Maillé
- Montreuil-Bonnin
- Quinçay
- Le Rochereau
- Vouillé

## Supresión del cantón de Vouillé
En aplicación del Decreto nº 2014-264 de 27 de febrero de 2014, el cantón de Vouillé fue suprimido el 22 de marzo de 2015 y sus 14 comunas pasaron a formar parte del nuevo cantón de Vouneuil-sous-Biard.